# 하람 (2005년생 배우)
김하람(2005년 6월 9일 ~ )은 대한민국의 배우이다. 2023 고피자-피자침투cf로 데뷔, 2024 드라마 당차당 국혜영 으로 데뷔했다.

### 드라마
| 연도 | 방송사     | 제목                                           | 역할      | 비고      |
| ---- | ---------- | ---------------------------------------------- | --------- | --------- |
| 2022 | MBC        | 내일                                           | 여중생    |           |
| 2023 | 쿠팡플레이 | 안나                                           | 최소정    |           |
| 2023 | 왓챠       | 스타스트럭                                     | 학원 친구 |           |
| 2023 | 국회방송   | 당차당 국혜영                                  | 어린 서현 |           |
| 2024 | KBS        | [[피도 눈물도 없이 (드라마)}피도 눈물도 없이]] | 강지영    |           |
| 2024 | 카카오TV   | 우000000                                       | 여자주연  | 방영 미정 |
| 2024 | Kt,SKB     | 살까말까                                       | 중딩세아  |           |

### 영화
• 2022 상업영화 <스킵> : 가제
에서 단역을 맡았다.

• 2023 독립영화 <선악>
에서 극중 주인공의 초등학생시절을 맡아 연기했다. 이때 김하람 배우의 나이는 18세였다.

• 2023 독립영화 <식물>
에서 주인공 정체불명 아이를 맡아 연기했다. <식물> 은 올해 2024년 전주국제영화제에서 상영되었으며 뮤지컬 마틸다로 데뷔한 아역 배우 하신비도 같은 영화에 출연하였다.

• 2023 독립영화 <캔디맨>
에서 희진역을 맡아 연기했다. <캔디맨>은 국내 영화제는 물론 해외영화제를 휩 쓴 안상호 감독의 작품이다. 이에 <캔디맨>도 독립영화계에서 주목하고있는 영화이다. 개봉일은 미정이다. 인천독립영화협회의 제작지원 으로 만들어졌다.

• 2024 독립영화 <사랑실조>
에서 가연,복제소녀 1인2역을 연기하였다.
첫 1인2역인데도 불구하고 안정적인 연기를 선보였다.

이외 여러작품의 다양한 독립영화에 출연하며 자신의 이름을 조금씩 알리고 있다.
올해 하반기에도 두작품에 캐스팅되어 준비중에 있다.

### 영화,CF
| 연도      | 제목                      | 역할            |
| --------- | ------------------------- | --------------- |
| 2022      | 스킵                      | 여중생역        |
| 2022      | 페이스                    | 김태영역        |
| 2023      | 선악                      | 어린은선역      |
| 2023      | 식물                      | 원룸아이역      |
| 2023      | 캔디맨                    | 이희진역        |
| 2024      | 소녀                      | 박소윤역        |
| 2024      | 선의의정의                | 김유빈역        |
| 2024      | 사랑실조                  | 가연,복제소녀역 |
| 2024      | 공개수배                  | 김하람역        |
| 2024~2025 | 아임크리1,2               | 이현지역        |
| 2024      | 정의구현                  | 동현딸역        |
| 2024      | 미아                      | 서연역          |
| 2024      | 너는 여기서 나가지 못한다 | 채원역          |
| 2025      | 키드네퍼                  | 김예은역        |

| 연도 | 제목                          | 역할 | 링크                                                   |
| ---- | ----------------------------- | ---- | ------------------------------------------------------ |
| 2023 | 서울시교육청 친구랑           | 서브 | https://ouly.kr/HGtppay%5B깨진+링크(과거+내용+찾기)%5D |
| 2023 | 아동청소년 권리 공익          | 메인 | https://buly.kr/giEOChp                                |
| 2023 | 고피자 취향침투 주호민 침착맨 | 서브 |                                                        |
| 2023 | 정관장추석선물 고규필         | 서브 |                                                        |
| 2023 | 경기도 공유자전거             | 메인 | https://buly.kr/6if7Wwk                                |
| 2023 | 세계스카우트잼버리            | 메인 | https://buy.kr/715Ms8sq%5B깨진+링크(과거+내용+찾기)%5D |
| 2023 | 국립장애인도서관-지체장애편   | 메인 | https://buly.kr/ElthhzF                                |
| 2023 | 전북교육청 캠페인             | 메인 |                                                        |
| 2023 | 젠라이프 숨을쉽니다           | 메인 | https://buly.kr/EolyePd                                |
| 2024 | 부산시교육청 캠페인           | 메인 | https://buly.kr/15Ms8uM                                |
| 2024 | 꿈드림공작소                  | 메인 | https://buly.kr/58Q1hVj                                |
| 2024 | GS25 우리동내gs               | 메인 |                                                        |

### 옥외광고
| 연도 | 제목                        | 역할 |
| ---- | --------------------------- | ---- |
| 2022 | 인천시교육청                | 메인 |
| 2022 | 부산시교육청 주민참여예산제 | 메인 |
| 2023 | 한국게임산업-청소년편       | 메인 |
| 2023 | 튜닝수학대마왕              | 메인 |
| 2023 | 온잠매트-중학생편           | 메인 |
| 2023 | 기능한국인회                | 메인 |
| 2023 | 청소년도박 캠페인           | 메인 |
| 2023 | 클럭마사지기-중학생편       | 메인 |
| 2023 | 온라인강의어플-주부편       | 서브 |
| 2024 | 교육부 과학창의재단         | 메인 |
| 2024 | 전남교육청 디지털리터러시   | 메인 |

### 교육,예능,피팅
| 연도      | 업체명                    | 상세                     | 역할           |
| --------- | ------------------------- | ------------------------ | -------------- |
| 2022      | EBS                       | 자살예방교육             | 학생메인       |
| 2022      | 국제한국어교육재단        | 교육드라마               | 김민아역       |
| 2022      | 한국교육과정평가원        | 교육드라마               | 김지민역       |
| 2023 2024 | 경기도교육청주관-지식채널 | 진로교육-작곡가편 임동균 | 청소년 메인 MC |
| 2023 2024 | 교육부 교육영상           | 디지털 리터러시          | 주인공역       |
| 2023 2024 | 투썸플레이스              | 고민있썸-AOA초아         | 게스트         |
| 2023 2024 | 롯데월드                  | 콘텐츠 예능              | 메인           |
| 2023 2024 | 한국마늘의회              | 콘텐츠 예능              | 메인           |
| 2023 2024 | 케이틴즈 파샤파샤         | 청소년 의류              | 피팅모델       |
| 2023 2024 | 스튜디오 유얼             | 크리스마스 컨셉촬영      | 모델           |

### 뮤직비디오
2024 쿠인 <슈퍼점프하드코어> MV  쿠인아역

### 수상경력
2024 <DGUS해외영화협회> 여자청소년연기상